# Abbas el-Akkad
‘Abbās Maḥmūd al-‘Aqqād (în arabă عباس محمود العقاد; n. 28 iunie 1889, Assuan, Egipt – d. 13 martie 1964, Cairo, Egipt) a fost poet și critic literar egiptean.
În poeziile sale, de influență engleză, adoptă un stil rafinat și original. Abbās Maḥmūd al-‘Aqqād este autorul a peste o sută de cărți.

## Opera
- 1921: Dīwān ("Dīwān")
- 1924: Ore printre cărți ("Mutāla'āt fī l-kutub, wa'l hayat")
- 1933: Darul caravanei ("Hadīyat al-karawān")